# 王继春

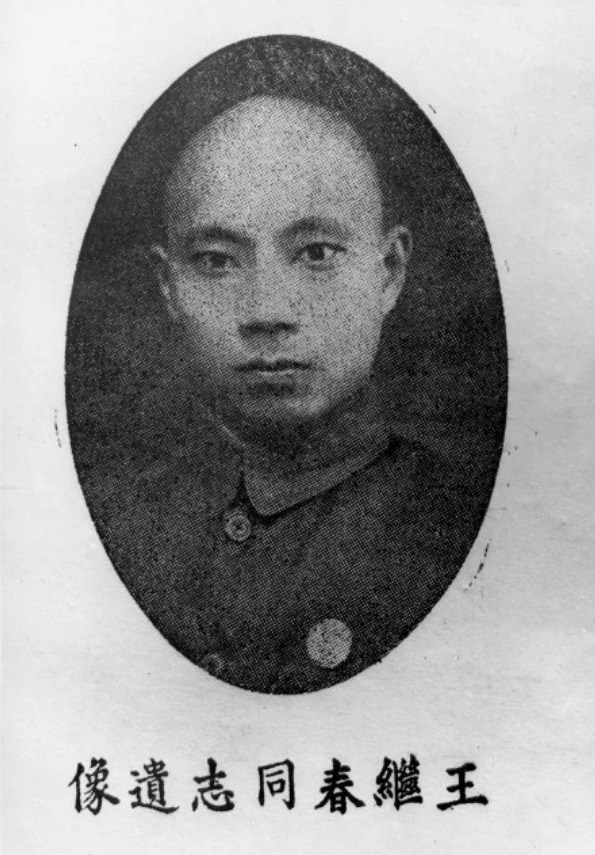
王继春

王继春（1908年2月29日—1943年3月7日），字颂台，出生于江西省南昌府新建县，籍贯浙江绍兴。中華民國大陸時期政治人物，曾任江西省上犹县县长，为蒋经国在赣南时期的部属兼好友。
王继春有兄弟四人，姐姐二人，他排行第六，父亲叫他“六六”，两个嫂子叫他六弟。他家境贫寒，靠着亲戚朋友的资助完成学业，毕业于江西法政专门学校。1928年，参加县长考试合格。1939年6月7日，任上犹县县长。约1941年，在泰和省立医院查出患有肺疾。1943年3月7日下午6时20分，在泰和省立医院病逝。
《蒋经国日记》1954年10月30日的记录称，章孝嚴、章孝慈是王继春和同為江西人的章亚若的私生子，蒋经国只是在王继春去世后代为照顾。